# Kepler-36
Désignations
Kepler-36 est une étoile de la constellation du Cygne autour de laquelle gravitent deux planètes. Il s'agit d'une étoile sous-géante, 1,07 fois plus massive que le Soleil, mais qui est environ 1,63 fois plus grande que l'étoile du Système solaire et 2,9 fois plus lumineuse qu'elle. Kepler-36 est distante d'environ ∼ 1 750 a.l. (∼ 537 pc) du Soleil et elle s'en éloigne avec une vitesse radiale de +9 km/s.

## Système planétaire
| Planète     | Masse    | Demi-grand axe (ua) | Période orbitale (jours) | Excentricité | Inclinaison | Rayon    |
| ----------- | -------- | ------------------- | ------------------------ | ------------ | ----------- | -------- |
| Kepler-36 b | 4,45 M🜨  | 0,115 3             | 13,839 89                | <0,04        |             | 1,486 R🜨 |
| Kepler-36 c | 1,486 M🜨 | 0,128 3             | 16,238 55                | <0,04        |             | 3,679 R🜨 |

Le 21 juin 2012 a été annoncée la découverte de deux planètes en orbite autour de l'étoile. Les planètes, une super-Terre et une « mini-Neptune », sont inhabituelles dans la mesure où leurs orbites sont très proches ; leurs demi-grands axes ne diffèrent que de 0,013 unités astronomiques (~2 Gm), indiquant qu'elles créent des variations dans les époques de transit (en anglais transit timing variations) chacune sur l'autre.